# Констанция Арагонская (сеньора де Вильена)
Констанция Арагонская (1238—1275) — дочь короля Арагона Хайме I и его второй жены Иоланды Венгерской. В браке — инфанта Кастилии.
В 1260 году в Сории Констанция вышла замуж за инфанта Мануэля Кастильского, второго сына Фердинандо III и его первой жены Елизаветы Гогенштауфен. У пары было как минимум двое детей:
- Альфонсо Мануэль[исп.] (1260—1275)
- Виоланта Мануэль[исп.] (1265—1314), 2-я сеньора де Эльче, Эльда, Новельда и Медельин. Супруг с 1287 года инфант Афонсу Португальский (1263—1313), сын короля Португалии Афонсу III и Беатрисы Кастильской.

Констанция умерла в 1269 году, оставив мужа вдовцом. В 1274/5 он женился на Беатрисе Савойской. Их сыном был Хуан Мануэль, который наследовал своему отцу, так как сын Констанции, Альфонсо, умер молодым.